# Mario Domínguez Franco
Mario Domínguez Franco (Granada, 10 de febrero de 2004), también conocido simplemente como Domi, es un futbolista español que juega como delantero en el Valencia Mestalla de la Segunda Federación.

## Trayectoria
Formado en el Granada CF, firma por el Valencia CF en 2019 para jugar en su cantera. En mayo de 2022 comenzó a participar en los entrenamientos del primer equipo tras anotar 11 goles y repartir 8 asistencias en su debut con el Juvenil "A" valencianista. Logrando debutar con el primer equipo el 14 de mayo de 2022 al entrar como suplente en la segunda mitad en un empate por 1-1 frente al RCD Espanyol.

## Clubes
Actualizado al último partido disputado el 22 de mayo de 2022.
| Club        | País   | Año       | Partidos | Goles |
| ----------- | ------ | --------- | -------- | ----- |
| Valencia CF | España | 2022-act. | 2        | 0     |